# Loreto (Agusan del Sur)
Loreto è una municipalità di prima classe delle Filippine, situata nella Provincia di Agusan del Sur, nella Regione di Caraga.
Loreto è formata da 17 baranggay:
- Binucayan
- Johnson
- Kasapa
- Katipunan
- Kauswagan
- Magaud
- Nueva Gracia
- Poblacion
- Sabud
- San Isidro
- San Mariano
- San Vicente
- Santa Teresa
- Santo Niño
- Santo Tomas
- Violanta
- Waloe